# أنجيلا سميث (لاعبة الاسكواش)
أنجيلا سميث (بالإنجليزية: Angela Smith)‏ هي لاعبة الاسكواش بريطانية، ولدت في 3 يوليو 1953 في ستوك أون ترينت في المملكة المتحدة.

## وصلات خارجية
- أنجيلا سميث على موقع SquashInfo.com (الإنجليزية)